# Dmitrij Bułgakow
Dmitrij Witaljewicz Bułgakow (ros. Дмитрий Витальевич Булгаков; ur. 20 października 1954 we wsi Wierchnieje Gurowo w obwodzie kurskim) – rosyjski wojskowy, generał armii, zastępca ministra obrony Federacji Rosyjskiej.

## Życiorys
W 1976 ukończył Wolską Wyższą Szkołę Logistyki, a w 1984 Wojskową Akademię Logistyki i Transportu.
Pełnił służbę na różnych stanowiskach administracyjnych, był zastępcą do spraw logistyki dowódcy samodzielnego pułku łączności, dowódcy brygady, dowódcy dywizji, zastępcą szefa logistyki Zabajkalskiego Okręgu Wojskowego.
W 1996 ukończył Wojskową Akademię Sztabu Generalnego Sił Zbrojnych Federacji Rosyjskiej i objął stanowisko szefa sztabu logistyki – pierwszego zastępcy szefa logistyki Moskiewskiego Okręgu Wojskowego. Od 1997 był szefem sztabu logistyki – pierwszym zastępcą szefa Logistyki Sił Zbrojnych Federacji Rosyjskiej.
W latach 2008–2010 był szefem Logistyki Sił Zbrojnych Federacji Rosyjskiej – zastępcą ministra obrony Federacji Rosyjskiej.
Od 27 lipca 2010 jest zastępcą ministra obrony Federacji Rosyjskiej, odpowiedzialnym za organizację materiałowo-technicznego zabezpieczenia wojsk (sił).

## Odznaczenia
- Bohater Federacji Rosyjskiej (2016)[2]
- Order Za Zasługi dla Ojczyzny IV klasy
- Order Aleksandra Newskiego
- Order „Za zasługi wojskowe”
- Order Honoru
- Order „Za służbę Ojczyźnie w Siłach Zbrojnych ZSRR” III klasy

I medale.